# Bohunice (Prachaticei járás)
Bohunice falu és önkormányzat (obec) Csehország Dél-csehországi kerületének Prachaticei járásában. Területe 2,58 km², lakosainak száma 43 (2009. 12. 31). A falu Prachaticétől mintegy 14 km-re északra, České Budějovicétől 41 km-re északnyugatra, és Prágától 111 km-re délre fekszik.
A település első írásos említése 1315-ből származik.

## Népesség
A település népessége az elmúlt években az alábbi módon változott:
| Lakosok száma | 161  | 186  | 175  | 120  | 77   | 45   | 43   | 48   | 49   | 43   |
|               | 1869 | 1890 | 1921 | 1950 | 1980 | 2001 | 2017 | 2019 | 2022 | 2024 |